# Kisrécse
Kisrécse is een plaats (község) en gemeente in het Hongaarse comitaat Zala. Kisrécse telt 183 inwoners (2001).